# Ukrajinska košarkaška reprezentacija
Ukrajinska košarkaška reprezentacija predstavlja državu Ukrajinu u športu košarci.

## Poznati igrači i treneri
- Vitalij Potapenko
- Valerij Goborov
- Oleksandr Anatolijovič Volkov

Poznati Ukrajinci koji su igrali za SSSR i Rusiju su Anatolij Polivoda, Vladimir Tkačenko, Oleksandr Bilostinnij i Viktor Vladimirovič Hrjapa.

## Nastupi na velikim natjecanjima

### Svjetska prvenstva
- 2014.: 18. mjesto

### Europska prvenstva
- 1997.: 13. mjesto
- 2001.: 14. mjesto
- 2003.: 14. mjesto
- 2005.: 16. mjesto
- 2011.: 17. mjesto
- 2013.: 6. mjesto